# ADNA

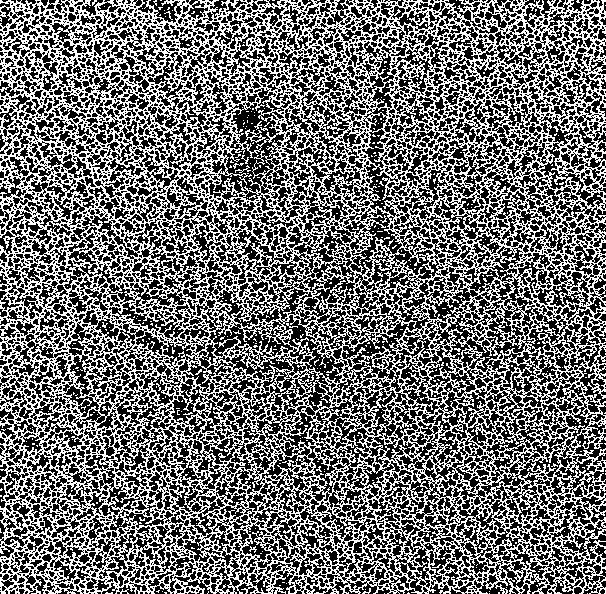
Quervernetzte aDNA aus einer 4000 Jahre alten Leber eines ägyptischen Priesters mit Namen Nekht-Ankh (vergrößert)

aDNA (von englisch ancient DNA ‚alte DNA‘) bezeichnet (meist über 100 Jahre) alte DNA. Ein typischer Fall sind Reste von Erbgutmolekülen aus toten Organismen.
Die aDNA-Forschung ist in Zielen und Methoden eng mit der genetischen Rechtsmedizin und der forensischen Anthropologie verwandt und verwendet Methoden der Genanalyse wie die Polymerasekettenreaktion.

## Geschichte
Die Geschichte der aDNA ist eng mit der Entwicklung der Polymerase-Kettenreaktion (engl. Polymerase Chain Reaction, PCR), einer speziellen molekularbiologischen Technik verwoben, die es ermöglicht, auch geringe Mengen Erbgut zu vervielfältigen und zu untersuchen. In der Anfangszeit der aDNA kam es zu einer Reihe von Berichten über aDNA, die sich später als falsch herausstellten und Material verwendeten, das aus heutiger Sicht keine Aussicht auf Erhaltung von amplifizierbarer DNA hat. Den Ergebnissen der Untersuchung von aDNA wird daher auch heute noch mit Vorbehalten begegnet.
Die Methodik ist auf die Gewinnung möglichst reiner, vieler und großer Oligonukleotid-Ketten ausgerichtet. Je nach Überlieferungsbedingungen stehen verschiedene Gewebe zur Verfügung, jedoch sind aufgrund der Abgeschlossenheit Hartgewebe (Knochen, Dentin) vorzuziehen, in denen die DNA von zum Beispiel Osteoklasten am besten vor Umwelteinflüssen geschützt erhalten bleibt.
Nach der Gewinnung und Reinigung der DNA-Reste aus dem Gewebe werden aus diesen zuerst die zu untersuchenden Sequenzen in einer PCR bis zur Nachweisgrenze vervielfältigt. Die PCR-Amplifikate können dann durch Fragmentgrößenbestimmung oder Sequenzierung untersucht werden. Vor der Sequenzierung wird, um Kontamination oder bestimmte PCR-Artefakte aufzudecken, häufig das PCR Amplifikat kloniert und selektiert.

## Anwendungsgebiete
Der Erkenntnisgewinn anhand von aDNA ist für die genetische Biologie, die Paläozoologie, die Paläobotanik sowie die Anthropologie (besonders Paläoanthropologie) und mit letzterer im Schulterschluss auch für die Archäologie von Bedeutung. Aus letzterer entwickelte sich ein eigener Wissenschaftszweig, die Paläogenetik.
Wurde aDNA zunächst ausschließlich aus fossilen Knochen und Zähnen gewonnen, werden seit den 2010er-Jahren und verstärkt seit 2020 zunehmend auch DNA-Reste aus Sedimenten, die zum Beispiel in Höhlen abgelagert wurden oder im Permafrost liegen, genutzt. Auf diese Weise kann deren Besiedelung rekonstruiert und anhand des Alters der Sedimente datiert werden, obwohl sichtbare Spuren fehlen. Im Dezember 2022 wurde auf diese Weise ein rund 2 Millionen Jahre altes Ökosystem in Grönland rekonstruiert.

### Artbestimmung
Jede biologische Art ist durch ein spezifisches genetisches Merkmalsmuster gekennzeichnet, deswegen ermöglicht die Untersuchung des Erbgutes schon einer einzigen Zelle die eindeutige artspezifische Zuweisung. aDNA nutzt man zur Artbestimmung, wenn die Erhaltungsbedingungen keine anderen eindeutigen Identifikationsmöglichkeiten mehr zulassen oder die Trennschärfe anderer Methoden zu ungenau ist. So lassen sich zum Beispiel Schafe und Ziegen aufgrund hoher Ähnlichkeit im Knochenbau allein anhand der Skelettmerkmale nicht auseinanderhalten.

### Phylogenese
Die Evolution der Arten und ihre verwandtschaftlichen Beziehungen untereinander lassen sich statistisch anhand ihrer verschiedenen genetischen Merkmalsmuster darstellen; als Maßzahl dient hier der genetische Abstand. Zur Einordnung bereits ausgestorbener Arten behilft sich die phylogenetische Forschung der aDNA.

### Individuelle Verwandtschaftsanalyse
Zwei Individuen sind im biologischen Sinne miteinander verwandt, wenn sie mindestens einen gemeinsamen Vorfahren aufweisen. Der Grad der biologischen Verwandtschaft zweier Individuen lässt sich ebenfalls anhand ihres Erbgutes ablesen. Verfahren ähnlich dem genetischen Vaterschaftstest finden auch in der aDNA-Analyse Anwendung. Einschränkend wirkt sich hier allerdings die sehr bruchstückhafte Erhaltung der DNA-Moleküle aus, die die Untersuchung jeweils nur kleiner Abschnitte ermöglicht. Besonderes Augenmerk gilt hier den Bereichen hoher Variabilität, d. h. Stellen, an denen häufig Mutationen auftreten. Im Speziellen sind das STRs (Short Tandem Repeats) und in zunehmendem Maße auch SNPs (Single Nucleotide Polymorphisms).
Vielversprechend ist hier vor allem die Auswertung mitochondrialer DNA, da diese im Vergleich zur DNA des Zellkerns in wesentlich größerer Kopienzahl vorliegt (etwa 1000 mitochondriale Kopien, aber nur 2 nukleare pro Zelle) und so Erhaltungsprobleme gelindert werden. Allerdings werden Mitochondrien nur von der Mutter, nicht aber vom Vater an die Kinder weitergegeben, d. h., es lässt sich nur die – im biologischen Sinne – matrilineare Abstammungslinie verfolgen.

### Geschlechtsdiagnostik
Das genetische Geschlecht eines Individuums ist bei günstigen Erhaltungsbedingungen, d. h. bei der Überlieferung chromosomaler DNA, bestimmbar. Bei Arten, die wie der Mensch nur ein geschlechtsspezifisches Chromosom (Y-Chromosom) besitzen, sind sichere Differenzierungsmöglichkeiten jedoch eingeschränkt. Mit dem Nachweis von aDNA-Bruchstücken, die vom Y-Chromosom stammen (zum Beispiel aus der SRY-Region) ist das genetische Geschlecht eindeutig als männlich belegt, dagegen kann aus dem Fehlen Y-spezifischer Merkmale nicht sicher auf weibliches Geschlecht geschlossen werden, denn unwägbare Erhaltungsbedingungen könnten ebenso der Grund hierfür sein.
Trotz dieser Unsicherheit wird die molekulare Geschlechtsdiagnostik v. a. bei menschlichen Skelettresten angewendet. Insbesondere bei Individuen, an denen aufgrund des jungen Sterbealters oder unspezifischer Skelettmerkmale nur eine unsichere Einordnung mittels biologisch-anthropologischer Methoden möglich ist, hilft die aDNA weiter.

### Identifizierung von Individuen und Gegenständen
Als Ausnahmen, die allerdings meist unter großer Anteilnahme der Öffentlichkeit stattfinden, können die Identifizierungen historisch bedeutender Personen mit sterblichen Überresten gelten. Der Wissenschaftler extrahiert dazu zunächst aDNA aus Gewebeproben des fraglichen Individuums (Knochen, Haare, Kleidung), vor allem um daraus die mt-Haplogruppe bzw. bei männlichen Individuen auch den Y-Haplotyp zu bestimmen. Anschließend vergleicht er diesen mit „authentischer“ DNA, die bestenfalls von noch lebenden mutmaßlichen Verwandten stammt. In manchen Fällen hilft auch die Rekonstruktion des genetischen Fingerabdrucks der Person, um diesen mit dem von eng verwandten Personen aus gesicherten Bestattungen zu vergleichen. Eine Extraktion aus persönlichen Gegenständen des fraglichen Individuums ist ebenfalls möglich, allerdings können hier aus Zweifeln an der Authentizität Probleme in der Beweisführung folgen. Bei signifikanter Übereinstimmung zwischen fraglichen und authentischen Proben gilt das Individuum als identifiziert.

### Paläopathologie
Die wenigsten Krankheiten lassen sich eindeutig an Skeletten diagnostizieren, deswegen versucht die aDNA-Forschung seit zirka Mitte der 1990er Jahre Erreger von Infektionskrankheiten in menschlichen Überresten nachzuweisen. Im Mittelpunkt stehen dabei zunächst neben der Methodenentwicklung unter anderem der Nachweis eventuell ausgestorbener infektiöser Bakterienstämme und die Gegenüberstellung geschichtlich überlieferter Krankheitsverläufe und -symptome mit den heutigen Erkenntnissen über die jeweilige Krankheit. Mit wachsender Datenzahl kann dieser Zweig in der Zukunft außerdem einen wichtigen Beitrag zur historischen Epidemiologie liefern.

### Genetische Geschichte

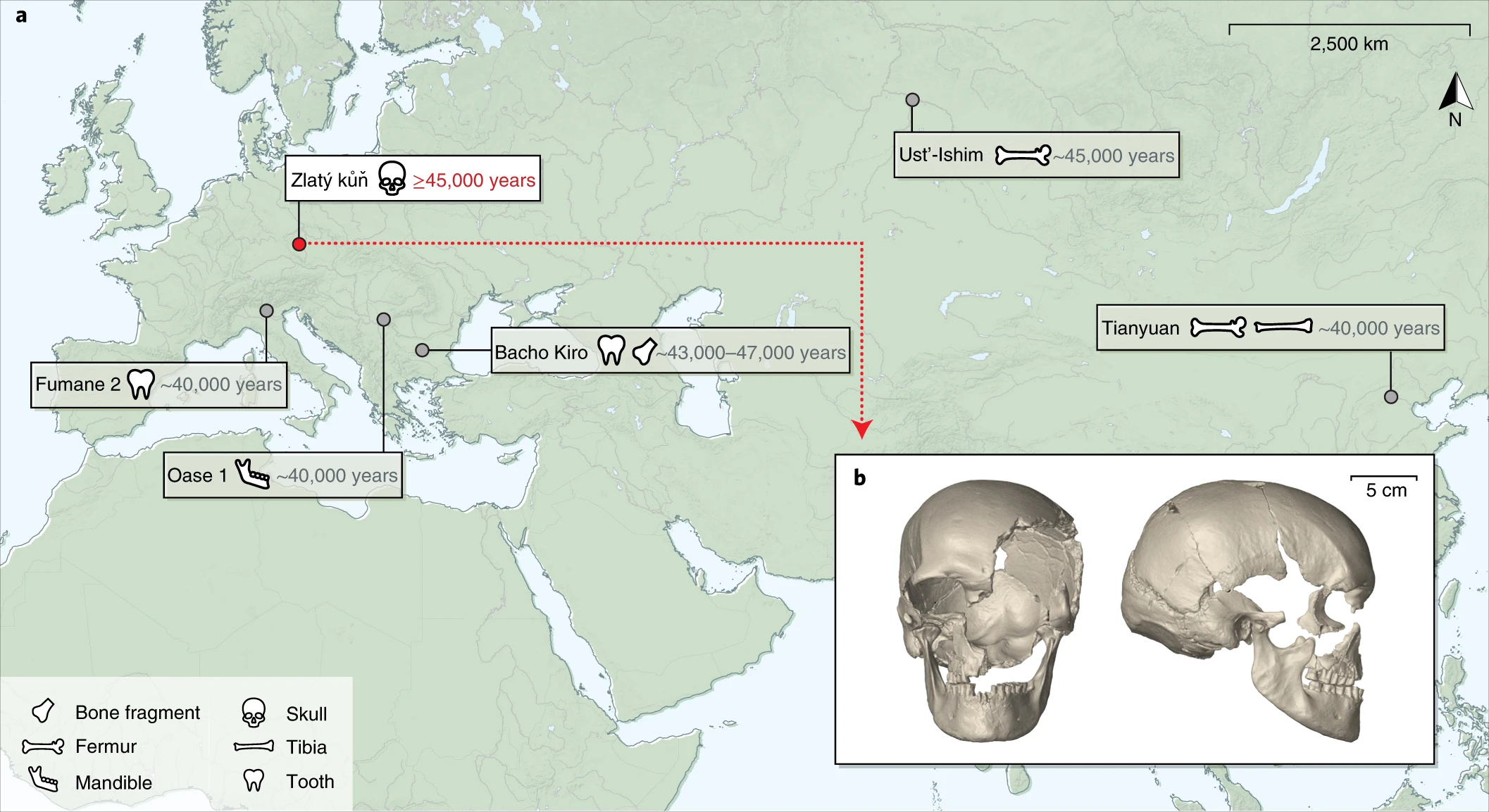
Karte von menschlichen Fossilien, die mehr als ~40.000 Jahre alt sind und genomweite Daten ergaben

Zum Stand 2021 sind die ältesten vollständig rekonstruierten menschlichen Genome ~45.000 Jahre alt. Solche genetischen Daten geben Aufschluss über die Migrations- und genetische Geschichte – unter anderem auch über Kreuzungen zwischen archaischen und modernen Menschen, wie zwischen ersten europäischen modernen Menschen und Neandertalern.

## Kritik und Probleme
aDNA-Nachweise werden skeptisch aufgenommen, da sie sich häufig als nicht reproduzierbar erwiesen haben. Es besteht grundsätzlich das Risiko, dass die Untersuchungsergebnisse durch Kontaminationen mit fremder, rezenter DNA (auch der der Untersucher) verfälscht sind. Ein Review von 2004 fasste die Bedenken zusammen und berichtet z. B. von einer Untersuchung eines alten Bärenzahnes, aus welchem sich reproduzierbar menschliche DNA nachweisen ließ. Die Arbeit stammte nicht von notorischen Gegnern derartiger Untersuchungen, sondern sollte zu besonderen Vorsichtsmaßnahmen bei aDNA-Analysen auffordern.

### Biologische Halbwertszeit
In trockener und kühler Umgebung kann DNA lange Zeit überdauern, allerdings lösen sich die empfindlichen Makromoleküle in kleine Kettenbruchstücke auf. Wärme, Feuchtigkeit, saure und basische pH-Werte begünstigen diese DNA-Schäden und einen Zerfall in immer kleinere Stückchen. aDNA-Fragmente können noch bei einer Nukleotid-Kettenlänge von unter 200 Basenpaaren verwertbar sein – das ist im Vergleich zur theoretischen Gesamtlänge zum Beispiel des menschlichen Genoms von 3×109 Basenpaaren sehr kurz. Für gegebene Umweltparameter lassen sich „Halbwertszeiten“ berechnen, mit denen die zu erwartende Qualität der Ergebnisse abgeschätzt werden kann.
Der Forscher Morten Allentoft von der Murdoch University in Perth (Australien) spricht für ein internationales Forscherteam im Fachmagazin „Proceedings of the Royal Society B“ von 5,5 DNA-Brüchen pro 1 Million Molekülen pro Jahr. Es wurde eine sich ändernde Halbwertszeit der DNA „je nach Temperatur und Umgebungsfaktoren“ ermittelt: „Bei minus 5 Grad (Celsius) beispielsweise betrage die Halbwertszeit für kleine DNA-Stücke im Knochen 158.000 Jahre, bei höheren Temperaturen sei sie kürzer.“ Das Forscherteam äußerte sich wie folgt: „Unsere Halbwertszeit-Berechnungen zeigen beispielsweise, dass es extrem unwahrscheinlich ist, aus 80 bis 85 Millionen Jahre alten Knochen noch intakte DNA-Fragmente isolieren zu können“. Möglich sei aber, dass „urzeitliches Erbgut mehrere Hunderttausend bis sogar eine Million Jahre überdauern könne“. Dieser Ansicht widersprechen andere Wissenschaftler und belegen, dass es durchaus Erhaltungsmöglichkeiten für sehr alte aDNA gebe. aDNA-Extraktionen und deren Analysen seien auch an sehr alten Fossilien möglich.
Die Kinetik des DNA-Zerfalls wurde durch „beschleunigtes Altern“ abhängig von der Lagertemperatur und Lagerfeuchtigkeit im Labor gemessen. Die gemessene Aktivierungsenergie des DNA-Zerfalls von 155 kJ/mol zeigt die Grenzen der Langzeitstabilität von DNA bei tiefen Temperaturen auf.

### Postmortale Mutationen
Es wurde auch festgestellt, dass bei sehr alter aDNA, etwa aus dem Miozän, gehäuft mit postmortalen Mutationen zu rechnen sei, da die ursprüngliche Base Cytosin dann als Uracil vorliegen könne, was die Interpretation erschwere.
Ein weiteres, bisher kaum erforschtes Problem liegt in den so genannten „Hot Spots“, denn diese DNA-Stellen können nach dem Ableben des Organismus durch chemische Reaktionen derart verändert werden. So entstehen Pseudo-Mutationen, die es zu erkennen gilt.

### Kontamination
Da aDNA meist in sehr geringen Mengen überliefert ist, bedient sich die Forschung der PCR, um die erhaltenen Stücke zunächst zu vervielfältigen. Aufgrund der ausgesprochen hohen Sensibilität der PCR sind Fehlamplifikationen sehr häufig, d. h., es wird anstatt der originären alten Ziel-DNA das Erbgut anderer Organismen (häufig von Boden-Bakterien) oder moderne menschliche DNA vervielfältigt, die durch ungenügende Aufbereitung des Materials oder unsauberes Arbeiten in die Probe gelangt ist.

### Andere Probleme
Von geringerer Bedeutung sind sogenannte Inhibitoren, die aus dem Liegenmilieu der DNA, zum Beispiel dem Boden, stammen und die PCR durch Blockieren des Enzyms verhindern können. Häufig wird Bovines Serumalbumin, ein aus Rinderblut gewonnenes Eiweiß, zur Bindung von Eisen, dem häufigsten Inhibitor, dem Reaktionsgemisch zugefügt. Liegen dennoch Hinweise vor, dass PCR-Inhibition die Ursache für falsch negative Ergebnisse ist, hilft es, die aDNA-Probe verdünnt einzusetzen. Leider verringert sich durch die Verdünnung auch die DNA-Konzentration in der Probe, was die Chancen auf PCR-Erfolg wieder verringert.
Schließlich sagt die sichtbare Erhaltung eines Organismus wenig über den Zustand der enthaltenen aDNA aus. So ist zum Beispiel aus Moorleichen aufgrund des sauren Liegemilieus selten verwertbare DNA zu extrahieren. Auch Trockenmumien mit hervorragender Weichteilerhaltung enthalten oftmals nur noch sehr geringe aDNA-Spuren.

## Beispiele (Auswahl)
Die Auswahl gibt einen Überblick über die Spannweite der aDNA-Forschung. Da auch negative Ergebnisse von wissenschaftlicher Bedeutung sind, werden „berühmte und wichtige Misserfolge“ im Folgenden ebenfalls angeführt.

### Bernstein-Inklusen
Film und Roman des Titels „Jurassic Park“ haben Anfang der 1990er-Jahre stark zur öffentlichen und sogar wissenschaftlichen Euphorie in Sachen aDNA beigetragen. In der Geschichte wird aus Fossilien in Bernstein (aus so genannten Inklusen) altes Erbgut gewonnen, das zur Neuzüchtung bereits ausgestorbener Arten verwendet wird.
Tatsächlich wurde wiederholt publiziert, dass aus Bernstein nicht nur sequenzierbare aDNA isoliert werden kann, auch aus Chloroplasten-DNA, sondern auch Proteine und sogar lebensfähige Organismen. Diese Nachweise wurden kontrovers diskutiert.

### Viren
- Influenza-A-Virus H1N1. – Aus erhaltenen Gewebeproben von Opfern der Spanischen Grippe, die im Winter 1918/19 verstorben waren, wurde die RNA des pandemischen Influenza-A-Virus H1N1 gewonnen.[31]
- „ancient caribou feces associated virus“ (aCFV). – Aus dem vor rund 700 Jahren am Rande der Arktis abgesetzten Kot eines Karibus wurde ein DNA-Virus isoliert und in den Zellen einer Tabakpflanze (Nicotiana benthamiana) reaktiviert.[32]

### Prokaryoten
- Mycobacterium leprae. – Lepra (auch „Aussatz“ genannt) war jahrhundertelang eine gefürchtete Infektionskrankheit. Deren Erreger, Mycobacterium leprae, ist heute noch so virulent wie im Hochmittelalter; dass Lepra inzwischen eine selten gewordene Erkrankung ist, kann daher auf die verbesserte Hygiene zurückgeführt werden.[33]
- Mycobacterium tuberculosis. – Eine offene Frage in der Paläopathologie, der Streit um die Herkunft des Syphilis-Erregers (Treponema pallidum), wurde unter anderem mittels aDNA-Analysen zu beantworten versucht. Die gezielte Suche nach allen bekannten Erregern der Gattung Treponema in einer 46 menschliche Skelette umfassenden Studie blieb jedoch erfolglos. Die Entdeckung von alten Tuberkulose-Bakterien in einigen dieser Skelette[34] bestätigte dagegen im Jahr 2005 grundsätzlich die Möglichkeit, Erreger bestimmter Krankheiten mittels aDNA nachzuweisen.[35]

2014 wurden aus drei jeweils tausend Jahre alten, präkolumbischen Skeletten das Genom von Mycobacterium tuberculosis isoliert und auf diese Weise belegt, dass der Erreger der Tuberkulose bereits lange vor dem Eindringen der Europäer in Südamerika verbreitet war. Schon 2001 war DNA von Mycobacterium tuberculosis aus dem Skelett eines 17.000 Jahre alten, nordamerikanischen Bisons gewonnen worden.
- Pestbakterium (Yersinia pestis). – 2011 wurde das Genom des Yersinia pestis-Stammes beschrieben, der von 1348 bis 1350 während der Zeit des „Schwarzen Todes“ Menschen in England infiziert hatte; so konnte erstmals belegt werden, dass die mittelalterliche Pest vom gleichen Erreger verursacht wurde wie die Pest-Erkrankungen in der Gegenwart.[38]

### Pflanzen und Pilze
- Baumwolle (Gossypium). – Vier Funde aus archäologischen Grabungen in Brasilien, Peru und Ägypten – die ältesten 3820 bis 3630 Jahre alt (cal BP) – trugen dazu bei, Veränderungen im Genom der Baumwolle im Verlauf der vergangenen rund 4000 Jahre nachzuvollziehen.[39]
- Einkorn (Triticum monococcum). – Aus rund 3300 Jahre alten Samen von Einkorn, die in Griechenland erhalten geblieben waren, konnten Teile des Genoms identifiziert werden.[40]
- Kartoffelmehltau (Phytophthora infestans). – Fünf DNA-Proben aus Herbarien trugen dazu bei, Veränderungen im Genom des Erregers der Kraut- und Knollenfäule in der Zeit seit 1845 nachzuvollziehen; Phytophthora infestans war Verursacher der Großen Hungersnot in Irland zwischen 1845 und 1852.[41]
- Mais (Zea mays). – Der Vergleich von bis zu 4700 Jahre altem Mais mit rezenten Mais-Varianten erbrachte Hinweise darauf, dass der heute angebaute Mais von unterschiedlichen Wild-Populationen abstammt.[42]

### Tiere
aDNA wurde in einer Vielzahl von Arbeiten unter anderem zur Klärung von Verwandtschaftsverhältnissen bei Tieren verwendet.

#### Vögel

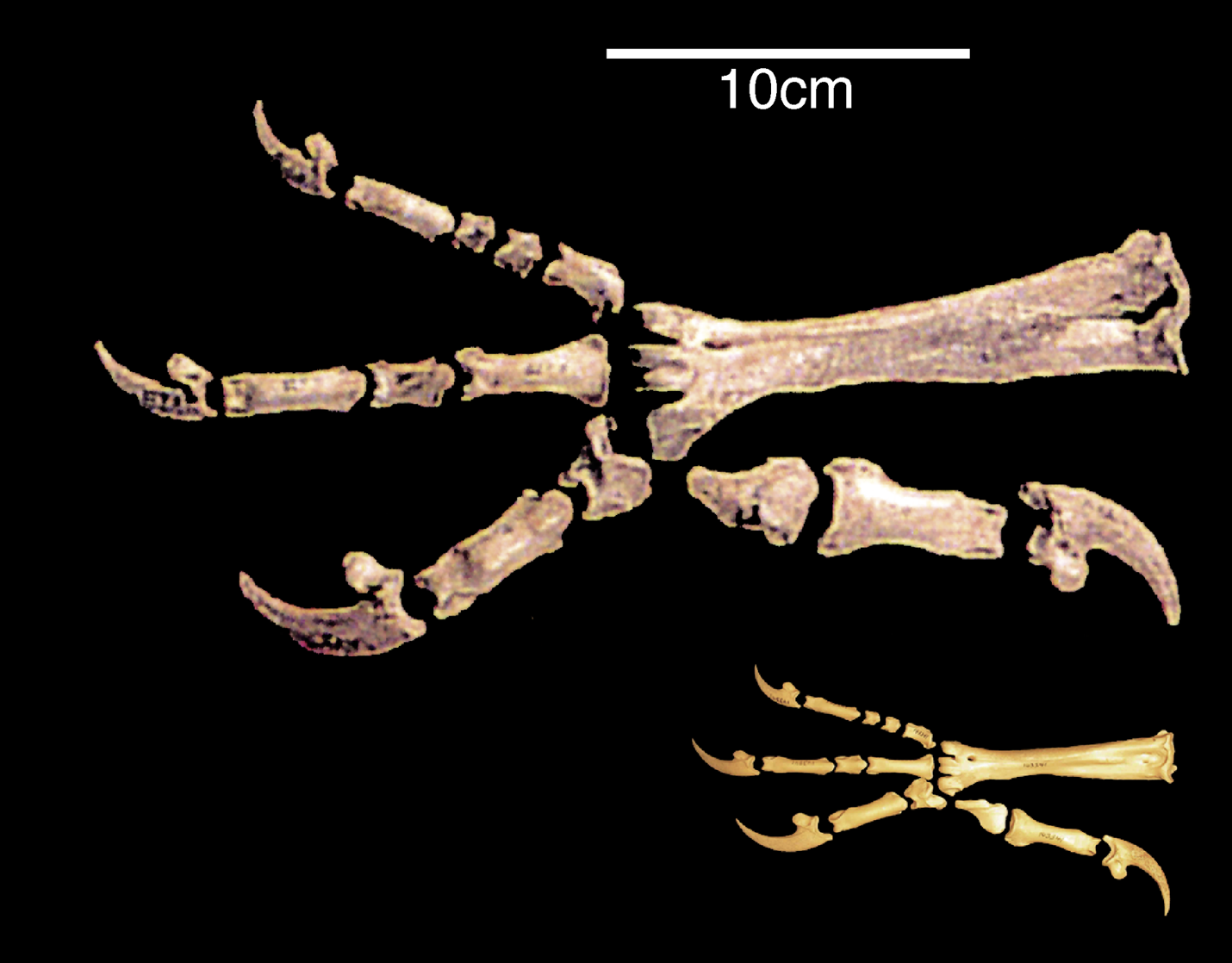
Klauen von Haastadler und „Little Eagle“

- Moa-Nalos. – Anhand der Analyse von fossiler mtDNA wurde belegt, dass diese ausgestorbenen, einstmals auf Hawaii lebenden, großen, flugunfähigen Vögel zwar am nächsten verwandt waren mit einer Unterfamilie der Entenvögel, den Anatinae, jedoch keine engere Verwandtschaft zu einer der heute noch lebenden Entenarten besaßen.[43]
- Haastadler (Harpagornis moorei). – Mit einem Gewicht von 10 bis 15 Kilogramm und einer Spannweite der Flügel von 2 bis 3 Metern war er einer der Spitzenprädatoren Neuseelands. Gleichwohl konnte anhand erhalten gebliebener Gewebeproben dieser ausgestorbenen Art nachgewiesen werden, dass er unter den rezenten Vogelarten am ehesten verwandt war mit dem nur rund ein Zehntel so großen, in Australien lebenden Kaninchenadler (Hieraaetus morphnoides).[44]
- Dodo (Raphus cucullatus). – Anhand der Analyse von fossiler rDNA wurde belegt, dass diese ausgestorbenen, einstmals auf Mauritius lebenden, großen, flugunfähigen Vögel am nächsten verwandt waren mit dem ebenfalls ausgerotteten Rodrigues-Solitär von der Insel Rodrigues. Unter den heute noch lebenden Vögeln stehen ihnen die Kragentauben am nächsten.[45]

#### Säugetiere
- Beuteltiere

- Beutelwolf (auch: Tasmanischer Tiger, Thylacinus cynocephalus). – Aus 12 in Museen erhalten gebliebenen Exemplaren des seit 1936 ausgestorbenen Beutelwolfs wurde DNA gewonnen. Deren Vergleich ergab, dass die genetische Variabilität der 102 bis 159 Jahre alten DNA extrem gering war. Ursache hierfür ist vermutlich, dass Tasmanien seit rund 10.000 Jahren – nach dem Höhepunkt der letzten Eiszeit – von Australien abgeschnitten war.

- Zahnarme

- Faultiere (Folivora). – Um die verwandtschaftlichen Beziehungen zu analysieren, wurde bereits im Jahr 2001 ribosomale DNA (rDNA) aus erhaltenen Zellen von einzelnen ausgestorbenen Riesenfaultieren (unter anderem Mylodon und Nothrotheriops) mit rDNA von Zweifinger-Faultieren und Dreifinger-Faultieren verglichen. Im Jahr 2019 konnte durch weitere genetische Analysen in Verbindung mit Proteinuntersuchungen an ausgestorbenen, zusätzlich einbezogen waren Megatherium und Megalonyx, und rezenten Vertretern die gesamte systematische Gliederung der Gruppe neu überarbeitet werden.

- Gepanzerte Nebengelenktiere

- Gürteltiere (Dasypoda) und Glyptodontidae. – Im Jahr 2015 ließ sich über genetische Analysen an den Gürteltieren und an Doedicurus aus der Gruppe der Glyptodonten feststellen, dass letztere lediglich einen Zweig innerhalb der ersteren darstellen.

- Rüsseltiere

- Elefanten (Elephantidae). – Die Mammute (Mammuthus) standen schon sehr früh im Fokus paläogenetischer Forschung. Das Verwandtschaftsverhältnis des Wollhaarmammuts (Mammuthuis primigenius) zu den heutigen Elefanten konnte dadurch geklärt werden. Nach einer anfänglichen festgestellten näheren Verwandtschaft zum Afrikanischen Elefanten (Loxodonta africana), ermittelt an einem rund 28.000 Jahren Mammutfund, zeigten spätere Analysen eine nähere Beziehung zum Asiatischen Elefanten (Elephas maximus). Die beiden Linien trennten sich vor rund 6,7 Millionen Jahren, der Afrikanische Elefant hatte sich schon vor etwa 7,6 Millionen Jahren abgespalten. Des Weiteren weist der DNA-Code für das Hämoglobin eines 43.000 Jahre alten Wollhaarmammuts drei vom Hämoglobin eines Asiatischen Elefanten abweichende Sequenzen auf. Diese wurden 2010 in die DNA-Sequenz für das Hämoglobin eines Asiatischen Elefanten eingebaut, um Erkenntnisse über die Kälteanpassung der Mammuts zu gewinnen. Außerdem zeigen genetische Studien an den letzten Vertretern des Wollhaarmammuts auf der Wrangelinsel zahlreiche Mutationen auf, die unter anderem zur Verminderung der Geruchswahrnehmung führten.

Für das Steppenmammut (Mammuthus trogontherii) liegt der derzeit (Stand Februar 2021) älteste Beleg für DNA vor, die rund 1,2 Millionen Jahre alt ist. Sie wurde aus dem Backenzahn eines in Sibirien entdeckten Steppenmammuts gewonnen. Mit ihrer Hilfe klärte sich einerseits die enge Verwandtschaft zum Wollhaarmammut, andererseits auch zum nordamerikanischen Präriemammut (Mammuthus columbi). Letzteres entstand durch einen deutlichen Genfluss seitens der Wollhaarmammut-Steppenmammut-Linie. Eine deutliche Hybridisierung zwischen dem Wollhaarmammut und dem Präriemammut ist auch für die letzte Kaltzeit im Raum der Großen Seen feststellbar. Zuvor sehr alte DNA entstammt dem Kreta-Zwergmammut (Mammuthus creticus), deren Alter rund 800.000 Jahre betrug. Für den Europäischen Waldelefanten (Palaeoloxodon antiquus) aus der Gattung Palaeoloxodon konnte genetisch eine engere Beziehung zum heutigen Waldelefanten (Loxodonta cyclotis) herausgearbeitet werden.
- Mammutidae. – Die urtümliche Rüsseltiergruppe der Mammutidae, nicht verwandt mit den Mammuten, spaltete sich genetischen Analysen zufolge bereits vor rund 26 Millionen Jahren von der Linie ab, die zu den Elefanten führte. Gewonnen wurden die Daten am Amerikanischen Mastodon (Mammut americanum), das bis in das späte Pleistozän in Nordamerika auftrat.

- Tenrekartige

- Tenreks (Tenrecidae). – Das möglicherweise erst vor rund 500 Jahren ausgestorbene Plesiorycteropus auf Madagaskar, das lange Zeit als ein Verwandter des Erdferkels (Orycteropus) galt, erwies sich im Jahr 2013 durch genetische Untersuchungen als den Tenreks näherstehend.

- Raubtiere

- Bären (Ursidae). – Die DNA aus den Zellen eines fossilen Höhlenbären (Ursus spelaeus) aus der Vindija-Höhle gehörte 1999 zu den ersten in Teilen rekonstruierten DNA-Fragmenten von Lebewesen, die schon vor tausenden Jahren ausgestorben waren. Eine rund 360.000 Jahre alte aDNA-Probe aus einem Knochen eines Höhlebären der Kudaro-Höhle im Kaukasus wurde für einen Bericht im Jahr 2021 aufbereitet und gehört zu den ältesten derartigen Nachweisen für ein Lebewesen außerhalb des heutigen Permafrostgebietes. Im Jahr 2005 wurde die Nähe der Verwandtschaft von Ursus spelaeus mit anderen Bärenarten analysiert mit dem Ergebnis, dass die engsten Beziehungen zum Braunbären (Ursus arctos) und zum Eisbären (Ursus maritimus) bestehen. Darüber hinaus trug die Analyse der DNA eines rund 120.000 Jahre alten Exemplars des Eisbären dazu bei, eine wiederholte genetische Vermischung mit dem Braunbären aufzuspüren.
- Hyänen (Hyaenidae). – Die enge Verwandtschaft der Höhlenhyäne (Crocuta spelaea) zur Tüpfelhyäne (Crocuta crocuta) bestätigte sich bereits im Jahr 2005 durch aDNA. Sukzessive weitere genetische Analysen deckten ein komplexes Beziehungsgeflecht auf.
- Katzen (Felidae). – Paläogenetische Untersuchungen bewiesen nicht nur das enge Verhältnis des Höhlenlöwen (Panthera spelaea) zum heutigen Löwen (Panthera leo) sowie zum Amerikanischen Löwen (Panthera atrox), sondern auch deren komplexe Verwandtschaftsverhältnisse. Auch wurde ermittelt, dass der Höhlenlöwe bis in das nördliche Nordamerika vorkam, ursprünglich galten diese Bereich als vom Amerikanischen Löwen besiedelt. Die Gruppe der Säbelzahnkatzen erwies sich durch DNA-Untersuchungen an Homotherium und Smilodon als Schwestergruppe aller anderen Katzen. Ihre Trennung vollzog sich bereits vor rund 20 Millionen Jahren. Weitere Studien an Homotherium deckten eine enge genetische Verzahnung zwischen nordamerikanischen und europäischen Vertretern der Gattung auf.
- Hunde (Canidae). – Der ursprünglich als Verwandter des Wolfes (Canis lupus) angesehene dire wolf wurde aufgrund paläogenetischer Befunde im Jahr 2021 in die Gattung Aenocyon verschoben.

- Paarhufer

- Kamele (Camelidae). – Entgegen der ursprünglichen, anatomisch basierten Annahme einer Nahverwandtschaft von Camelops mit den Neuweltkamelen ergaben paläogenetische Untersuchungen aus dem Jahr 2015 eine engere Beziehung zu den Altweltkamelen.
- Hirsche (Cervidae). – Der Riesenhirsch (Megaloceros giganteus) starb nach dem Höhepunkt der letzten Kaltzeit aus, seine verwandtschaftliche Nähe zu anderen Arten der Echten Hirsche wurde 2006 anhand von erhalten gebliebener mtDNA analysiert, wobei die engste Bindung zum Damhirsch (Dama dama) besteht. Für den Korsischen Rothirsch, auch Tyrrhenischer Rothirsch (Cervus elaphus corsicanu) wurde anhand von mitochondrialer aDNA aus rund 6.300 bis 15.600 (cal BP) alten Knochenfunden nachgewiesen, dass die in Sardinien beheimatete Population von einer Population aus Italien abstammt.
- Hornträger (Bovidae). – Der Steppenbison (Bos priscus, auch: Bison priscus) war während der letzten Kaltzeit weit verbreitet in Europa und starb vor rund 9000 Jahren aus. Anhand von aDNA konnte nachvollzogen werden, dass – ohne intensive Einwirkung des Menschen – bereits vor 37.000 Jahren die genetische Vielfalt dieser Art dramatisch abnahm. Eine Klärung seiner Verwandtschaftsverhältnisse zu anderen Rindern erfolgte im Jahr 2017. Demnach steht der Steppenbison in der Vorfahrenlinie zum Amerikanischen Bison (Bos bison), während eine andere ausgestorbene Form, Bos schoetensacki, einen Vorläufer des Wisents (Bos bonasus) bildet. Die Domestizierung des Hausrindes (Bos taurus) aus dem Auerochsen (Bos primigenius) konnte mit Hilfe von aDNA nachvollzogen werden.

Anhand der DNA aus 6000 Jahre alten Knochen der Höhlenziege (Myotragus balearicus) konnte ermittelt werden, dass die einstmals auf Mallorca und Menorca heimische Art näher mit dem Hausschaf (Ovis gmelini aries) als mit der Hausziege (Capra aegagrus hircus) verwandt ist. Aus Pergament des 17. und 18. Jahrhunderts gewonnene aDNA wies nach, dass es aus der Haut von Hausschafen hergestellt worden war.
- Unpaarhufer

- Pferde (Equidae). – Das Quagga (Equus quagga quagga) gehörte zu den ersten Tieren, deren aDNA untersucht wurde. Aus Zellen aus Museumspräparaten gewannen Wissenschaftler im Jahr 1984 die ersten Nukleotidsequenzen. Im Ergebnis der Untersuchungen steht das Quagga heute als Unterart des Steppenzebras fest. Die bisher älteste untersuchte DNA eines Pferdes der Gattung Equus wurde auf ein Alter von 780.000 bis 560.000 Jahre datiert und stammt aus dem Permafrostgebiet von Kanada. Weitere paläogenetische Daten sind von spätpleistozänen und frühholozänen Pferden entnommen worden, so von Equus lenensis und von Equus ovodovi, beide im nördlichen Asien verbreitet, sowie von Equus hydruntinus, das in weiten Bereichen Eurasiens auftrat. Eine umfassende Studie an Hauspferden aus verschiedenen kulturgeschichtlichen Epochen und am Przewalski-Pferd (Equus przewalskii) kam im Jahr 2018 zu der Erkenntnis, dass letzteres nicht wie angenommen das einzige verbliebene Wildpferd repräsentiert, sondern wahrscheinlich ein Nachfahre wieder verwilderter Pferde ist, die vor rund 5500 Jahren in Zentralasien domestiziert worden waren.

Die stilt-legged horses, eine Gruppe schmalfüßiger Pferde aus dem Pleistozän Nordamerikas, waren in ihrer phylogenetischen Stellung lange Zeit umstritten. Eine paläogenetische Studie aus dem Jahr 2017 führte zur Aufstellung der eigenen Gattung Haringtonhippus.
- Nashörner (Rhinocerotidae). – Die anatomisch vermutete Verwandtschaft des Wollnashorns (Coelodonta antiquitatis) aus der Gattung Coelodonta mit dem Sumatra-Nashorn (Dicerorhinus sumatrensis) bestätigte sich durch aDNA im Jahr 2003 nach der Untersuchung eines Fossils aus der Scladina-Höhle in Belgien, das Ergebnis konnte nachfolgend mehrfach reproduziert werden. Die Trennung der beiden Linien liegt fast 26 Millionen Jahre zurück. Im Jahr 2020 zeichnete eine Genanalyse das Verschwinden des Wollnashorns im ausgehenden Pleistozän nach. In den engeren Verwandtschaftskreis aus Coelodonta-Dicerorhinus lässt sich nach genetischen Untersuchungen eines Schädels aus Sibirien im Jahr 2017 auch das Waldnashorn (Stephanorhinus kirchbergensis) einordnen, das innerhalb der Gattung Stephanorhinus steht. Auch das war vorher aufgrund anatomischer Übereinstimmungen angenommen worden und fand im gleichen Jahr eine Absicherung durch Proteinsequenzierungen. Noch vor dem Sumatra-Nashorn hatte sich genetischen Daten zufolge vor gut 31 Millionen Jahren die Linie von Elasmotherium abgespaltet, ein riesiges einhörniges Nashorn, das noch in der letzten Kaltzeit in Osteuropa sowie in Zentral- und Nordasien vorkam.
- Südamerikanische Huftiere (Meridiungulata). – Auch wenn nicht direkt zu den Unpaarhufern gehörend, untermauerten im Jahr 2017 Genuntersuchungen an Macrauchenia die nähere Verwandtschaft zumindest der Litopterna als große Gruppe der ausgestorbenen Südamerikanischen Huftiere mit den Unpaarhufern. Zuvor war dies bereits mit Proteinuntersuchungen festgestellt worden, wobei hierbei zusätzlich auch für Toxodon aus der Gruppe der Notoungulata ein vergleichbares Ergebnis vorgelegt werden konnte. Eine teils angenommene Verwandtschaft mit den Afrotheria ließ sich dadurch nicht belegen.

- Nagetiere

- Biber (Castoridae). – Nach genetischen Befunden trennten sich die im ausgehenden Pleistozän ausgestorbenen Riesenbiber (Castoroides) von den heutigen Bibern (Castor) vor knapp 20 Millionen Jahren ab. Beide Gattungen gehören zu den semi-aquatisch lebenden Vertretern der Familie, so dass diese Verhaltensweise wahrscheinlich wenigstens seit dem Unteren Miozän besteht.

### Menschen

#### Neandertaler
- Teile der Neandertaler-DNA wurden 1997 erstmals in der Arbeitsgruppe von Svante Pääbo sequenziert;[102] 2008 wurde die vollständige mitochondriale DNA[103] und 2010 wurden mehr als drei Milliarden Basenpaare (= 60 Prozent) der DNA analysiert.[104]

#### Denisova-Mensch
- Wie zuvor die Neandertaler-DNA wurde in der Arbeitsgruppe von Svante Pääbo auch die DNA der Denisova-Menschen weitgehend rekonstruiert.[105]

#### Anatomisch moderner Mensch
- Oberschenkelknochen von Ust-Ischim

Das bislang älteste größtenteils sequenzierte menschliche Genom stammt aus dem Oberschenkelknochen eines Mannes aus einer ausgestorbenen, westsibirischen Population und ist etwa 43.000 bis 47.000 Jahre alt.
- Ägyptische Mumien

Der Evolutionsgenetiker Svante Pääbo publizierte 1985 als erster die Entdeckung alter DNA in Proben einer ägyptischen Mumie. Aufgrund damals noch fehlender Kontrollmöglichkeiten musste er später jedoch hinzufügen, dass seine aDNA-Proben möglicherweise durch moderne DNA kontaminiert gewesen sein könnten.
Aufgrund hervorragender Weichteilerhaltung sind die ägyptischen Mumien inzwischen häufiger Gegenstand von aDNA-Untersuchung, denn man erhofft sich auch auf molekularer Ebene gute Überlieferungsbedingungen.
- russische Zarenfamilie (siehe Nikolaus II.)
- Richard III. (England)
- Kaspar Hauser
- Martin Bormann

Der Tod Bormanns (der sich später bei Untersuchungen des Skeletts als Freitod herausstellte) im Frühjahr 1945 ist mehrfach angezweifelt worden. 1972 wurden am Lehrter Bahnhof in Berlin zwei Skelette entdeckt, von denen eines laut gerichtsmedizinischem Gutachten aus der forensischen Odontologie (Gebissmerkmale) als Bormann identifiziert werden konnte. Erneute Zweifel führten schließlich zu einer DNA-Analyse Ende der 1990er – obwohl es sich der Definition nach noch nicht um eine aDNA-Untersuchung handelte (<75 Jahre), konnten nur noch verhältnismäßig geringe Reste DNA nachgewiesen werden. Die Übereinstimmung mitochondrialer Muster zwischen dem beprobten Skelett und einer noch lebenden Cousine Bormanns macht eine verwandtschaftliche Beziehung in mütterlicher Linie und damit die Identifizierung Bormanns wahrscheinlich.
- Louis XVII.
- Wilhelm II.
- Gustav Adolf II.

Der Schwedenkönig fiel 1632 während der Schlacht bei Lützen. Seine Leiche wurde einbalsamiert nach Stockholm überführt und dort beigesetzt. Teile seiner Kleidung verblieben jedoch in Lützen und werden dort heute im Museum ausgestellt. Die Untersuchung von Blutresten im Stoff erbrachte ausreichende Mengen alter DNA, um diese mit dem Erbgut seiner Nachfahren im heutigen schwedischen Herrscherhaus vergleichen zu können. Die Echtheit wurde bestätigt.
- Thomas Jefferson
- Friedrich Schiller
- Verwandtschaftsanalyse der spätbronzezeitlichen Skelette aus der Lichtensteinhöhle im Harz
- Verwandtschaftsanalyse der schnurkeramischen Skelette aus Eulau in Sachsen-Anhalt[113]

### Zur Einführung
- Michael Hofreiter: Spurensuche in alter DNA. In: Biologie in unserer Zeit. Band 39, Nr. 3, 2009, S. 176–184, doi:10.1002/biuz.200910392.
- Elizabeth D. Jones: Ancient DNA: The Making of a Celebrity Science. Yale University Press, 2022, ISBN 978-0-30024012-2.
- Martin Jones: The Molecule Hunt. How Archaeologists are Bringing the Past Back to Life. Penguin Books 2002, ISBN 1-55970-679-1.
- Jacob S. Sherkow, Henry T. Greenly: What if Extinction is not Forever? In: Science. Band 340, Nr. 6128 2013, S. 32–33, doi:10.1126/science.1236965.

### Fachartikel
- Jermey J. Austin et al.: Problems of reproducibility – does geologically ancient DNA survive in amber-preserved insects? In: Proceedings of the Royal Society London. Band 264, Nr. 1381, 1997. S. 467–474, doi:10.1098/rspb.1997.0067 (Volltext (PDF; 429 kB) )
- Jacob S. Sherko, Henry T. Greely: What If Extinction Is Not Forever? In: Science. Band 340, Nr. 6128, 2013, S. 32–33, doi:10.1126/science.1236965, Volltext (PDF; 289 kB)
- Beth Shapiro und Michael Hofreiter: A Paleogenomic Perspective on Evolution and Gene Function: New Insights from Ancient DNA. In: Science. Band 343, Nr. 6165, 2014, doi:10.1126/science.1236573.
- Montgomery Slatkin und Fernando Racimo: Ancient DNA and human history. In: PNAS. Band 113, Nr. 23, 2016, S. 6380–6387, doi:10.1073/pnas.1524306113 (freier Volltext)